# Indri

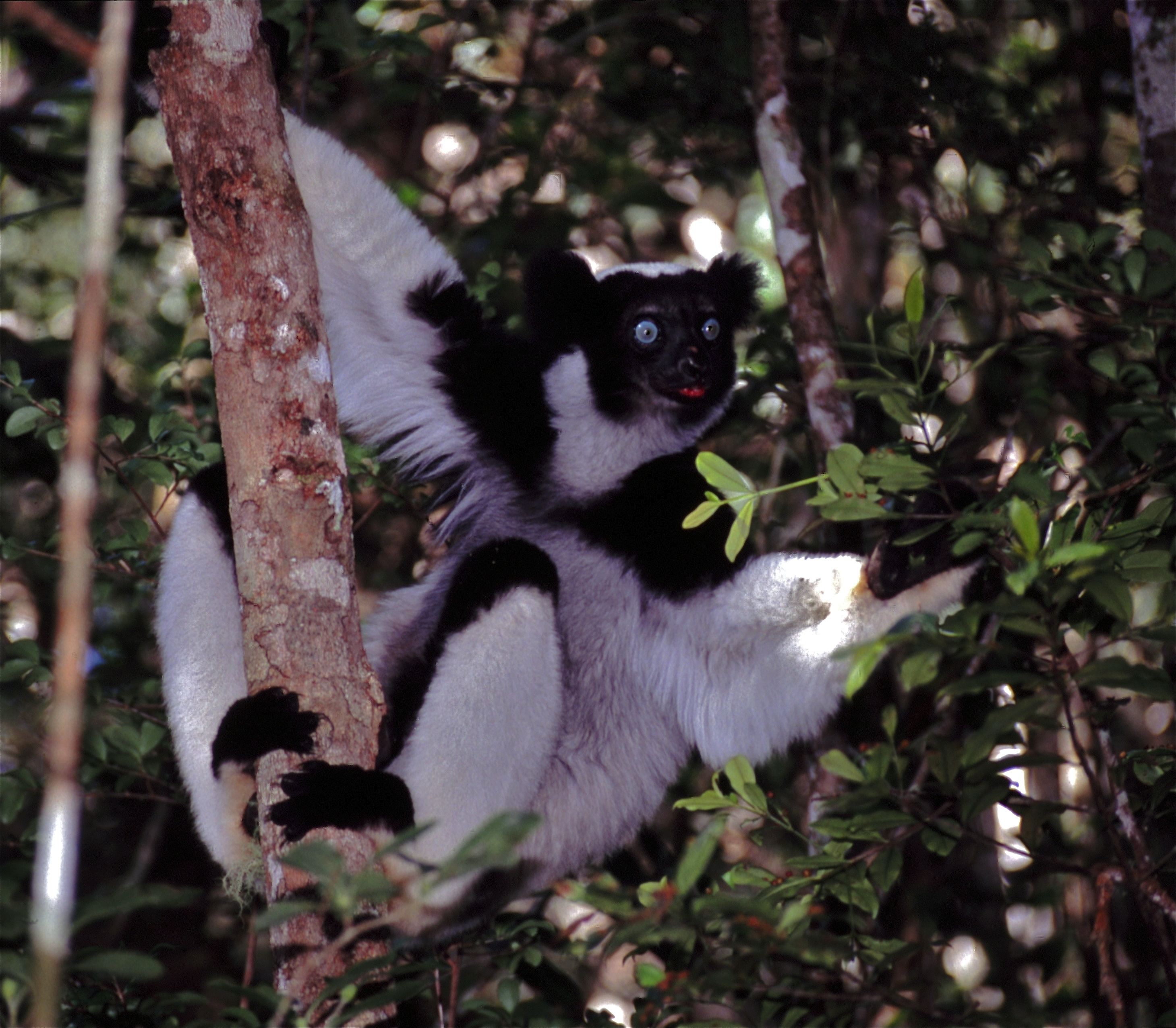
Indri

Der Indri (Indri indri) ist eine Primatenart aus der Familie der Indriartigen (Indriidae). Er ist der größte rezente Lemur und lebt im nordöstlichen Madagaskar.

## Beschreibung
Indris erreichen eine Kopf-Rumpf-Länge von 64 bis 90 Zentimetern, der Schwanz ist nur ein Stummel von 4 bis 5 Zentimetern Länge – sie sind damit die einzigen stummelschwänzigen Lemuren. Ihr Gewicht beträgt 6,5 bis 9,5 Kilogramm. Die Hinterbeine sind länger als die Vorderbeine, die erste Zehe ist groß und opponierbar. Ihr Fell ist sehr dicht und weiß-grau-schwarz gemustert, wobei die Fellzeichnung variieren kann. Tiere im Süden sind eher weißlich, während Tiere im Norden des Verbreitungsgebiets eher schwarz sind. Der Kopf, die Ohren und der Rücken sind normalerweise bei allen Indris schwarz. Das Gesicht ist durch die großen, buschigen Ohren und die kleine, nahezu unbehaarte Schnauze gekennzeichnet.

## Verbreitung und Lebensraum
Indris leben, wie alle Lemuren, nur auf Madagaskar. Das Verbreitungsgebiet umfasst die nordöstlichen Teile der Insel. Ihr Lebensraum sind die tropischen Regenwälder, sie kommen bis in 1800 Meter Seehöhe vor, bevorzugen jedoch Regionen unter 1000 Metern.

## Lebensweise und Ernährung
Indris sind Baumbewohner, die nur gelegentlich auf den Boden kommen. Im Geäst bewegen sie sich mit ihren kräftigen Hinterbeinen senkrecht kletternd und springend fort. Am Boden bewegt sich der Indri, wie alle Arten der Familie der Indris, mit den Hinterbeinen hüpfend fort, wobei er die kurzen Arme nach oben streckt. Indris sind die tagaktivsten aller Lemuren und bewegen sich in der Nacht nur bei sehr schlechtem Wetter oder bei Angriff durch einen Räuber. Auf den Bäumen sieht man sie oft beim Sonnenbaden, wobei sie sich auf Astgabeln ausbreiten.
Sie leben in kleinen Gruppen von zwei bis fünf Tieren zusammen, normalerweise ein monogames Paar mit ihrem Nachwuchs. Das Weibchen ist dominant und hat bei Nahrungsquellen den Vorzug. In der Regel suchen sie nur nach dem Tod des Partners einen neuen. Sie bewohnen ein festes, rund 17 bis 40 Hektar großes Territorium, das die Männchen mit Duftdrüsen markieren. Die täglichen Streifgebiete sind rund 770 Meter lang. Typisch für die Indris sind die lauten Morgengesänge zur Reviermarkierung oder -verteidigung. Diese Gesänge, die meist zwischen 7:00 und 11:00 Uhr erklingen, werden von beiden Partnern im Duett vorgetragen und sind 2 Kilometer weit hörbar.
Indris ernähren sich vorwiegend von Blättern, in geringerem Ausmaß fressen sie auch Früchte und Blüten. Sie kommen manchmal auf den Boden, um Erde zu fressen, vermutlich hilft dies, die in den Blättern vorhandenen Giftstoffe abzubauen. Wie viele andere blätterfressende Säugetiere kompensieren sie den niedrigen Nährwert ihrer Nahrung durch lange Ruhepausen.

## Fortpflanzung

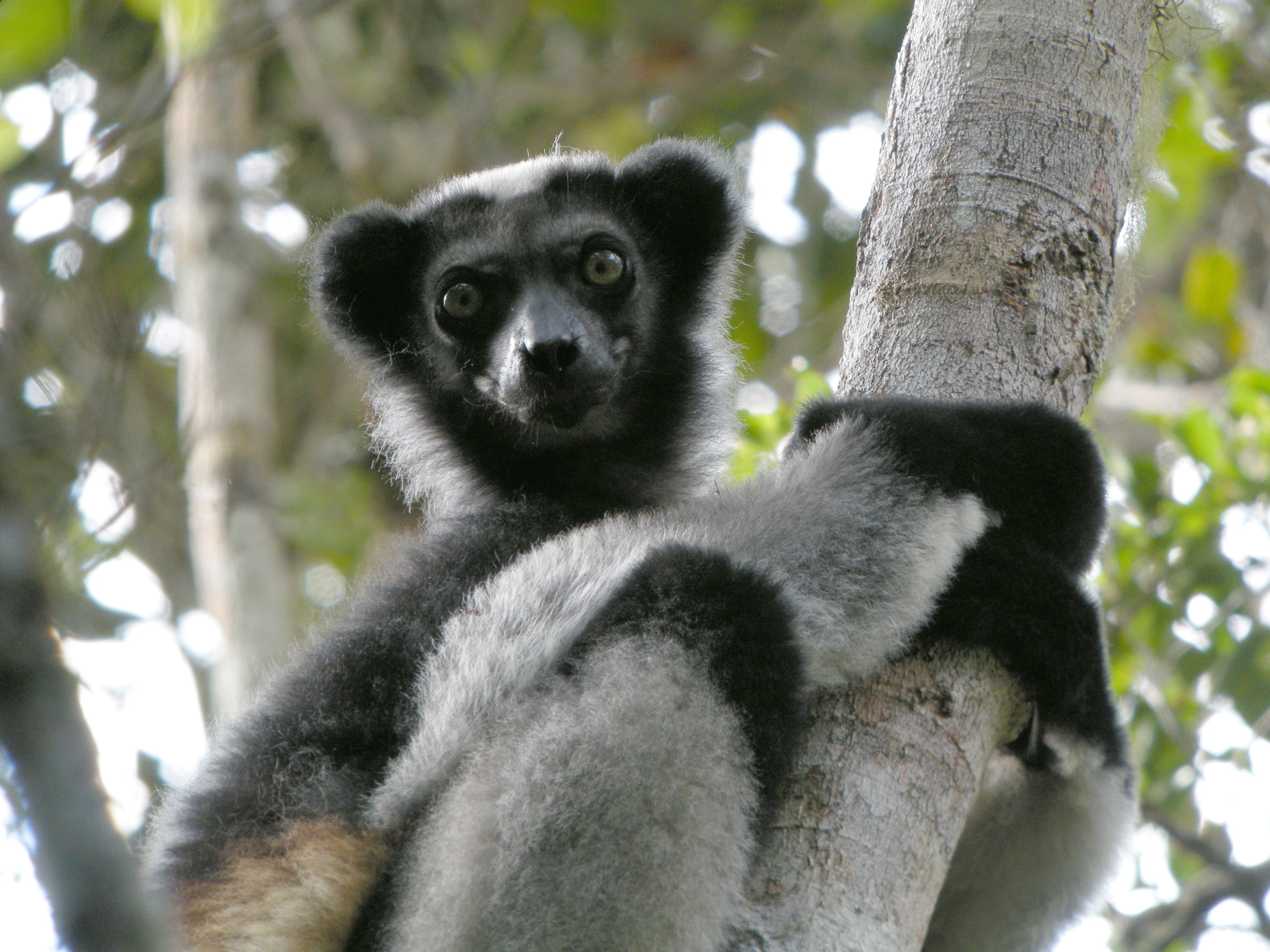
Indri

Alle zwei bis drei Jahre bringt das Weibchen nach vier- bis fünfmonatiger Tragzeit ein einzelnes Jungtier zur Welt. Das Junge klammert sich zunächst an den Bauch der Mutter und später an deren Rücken. Mit ungefähr sechs Monaten wird es entwöhnt. Mit rund acht Monaten ist es selbstständig, bleibt aber noch über ein Jahr bei der Familie. Erst mit sieben bis neun Jahren werden Weibchen geschlechtsreif. Über die Lebenserwartung ist nichts bekannt.

## Indris und Menschen
Das Wort 'Indri' bedeutet „da läuft es“ – ein Missverständnis zwischen dem französischen Naturforscher Pierre Sonnerat und der madagassischen Bevölkerung (strittig), in deren Sprache das Tier Babakoto heißt. Die eheliche Treue, das gesangartige Schreien und das Verhalten beim Sonnenbaden haben zu allerlei Aberglauben geführt. So verehren die Tiere nach Meinung der Madagassen die Sonne. Auch sollen die Seelen Verstorbener in den Tieren weiterleben. Diese Ansicht hat die Indris bis vor Kurzem vollständig vor der Bejagung geschützt.
Die Vernichtung des Lebensraums stellt heute die Hauptbedrohung des Indris dar. Darüber hinaus lässt er sich nicht in menschlicher Obhut halten, sodass Nachzuchtprogramme unmöglich sind. In Schutzgebieten scheint allerdings ein Überleben der Spezies in kleinem Ausmaß gesichert. Dennoch listet die IUCN den Indri als vom Aussterben bedroht (critically endangered, CR).
In Europa wird die Art nicht mehr gehalten, ehemaliger Halter war die Ménagerie du Jardin des Plantes in Paris.

## Trivia
Die Version 21.10 der Linux-Distribution Ubuntu trägt den Codenamen Impish Indri („schelmischer Indri“).

## Belege
1. ↑  Willard Van Orman Quine: Die Wurzeln der Referenz (= suhrkamp taschenbuch wissenschaft. Band 764). Suhrkamp, Frankfurt 1976. Hier: §11 (Lernen durch Hinweis), S. 71.
2. ↑  Encyclopedia Britannica, 11. Ausgabe, S. 501, Eintrag Indri
3. ↑  Ian Hacking: Was there ever a radical mistranslation? In: Analysis. Band 41, Nr. 4, Oktober 1981, S. 171–175, JSTOR:3327741.
4. ↑  Datenblatt Indri auf Zootierliste.de, abgerufen am 31. Dezember 2015.
5. ↑  Hans-Christian Dirscherl: Ubuntu 21.10 „Impish Indri“: Daily Builds verfügbar. 4. Mai 2021, archiviert vom Original (nicht mehr online verfügbar) am 5. Mai 2021; abgerufen am 5. Mai 2021 (deutsch).  Info: Der Archivlink wurde automatisch eingesetzt und noch nicht geprüft. Bitte prüfe Original- und Archivlink gemäß Anleitung und entferne dann diesen Hinweis.